# Chavismo

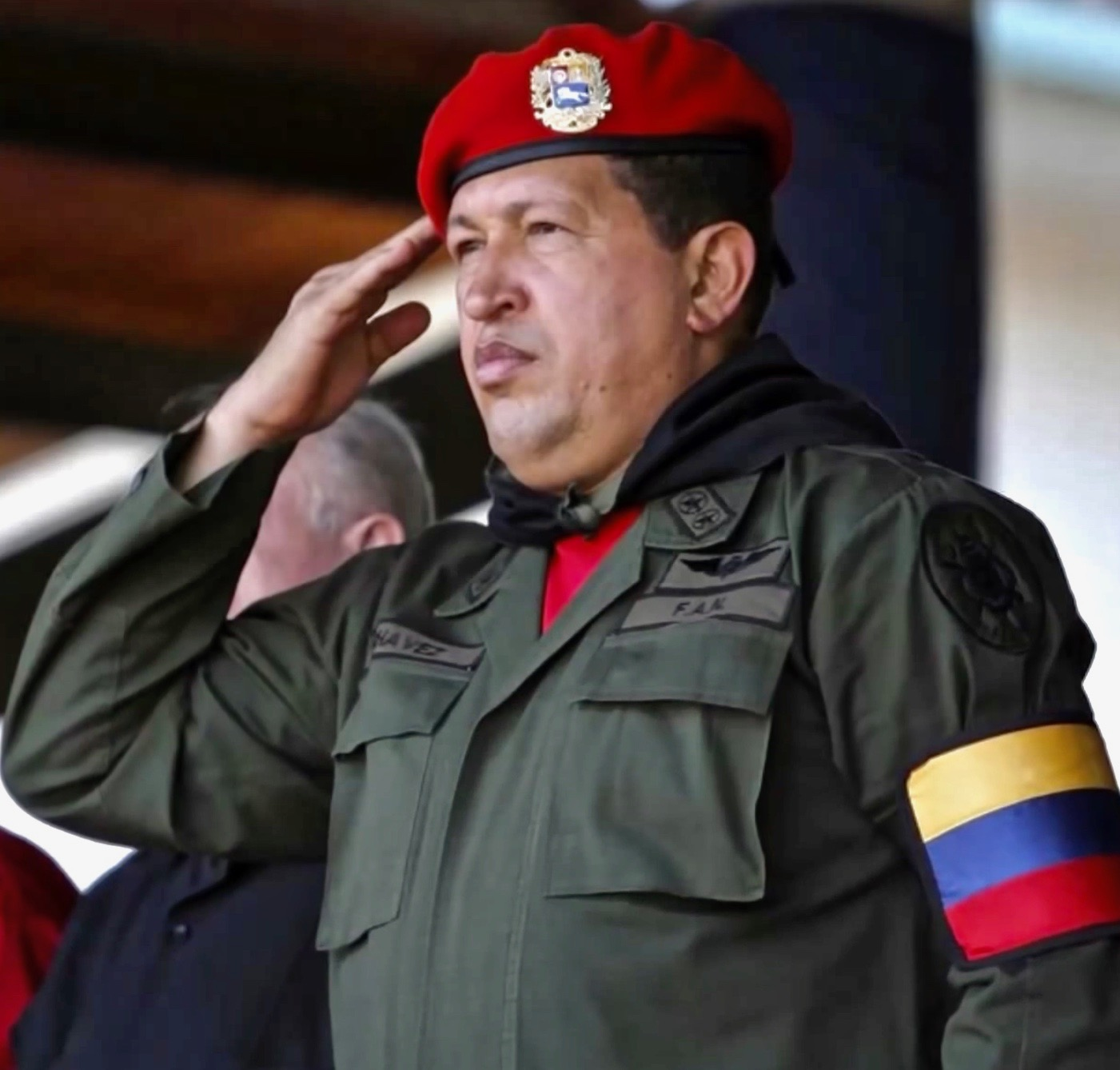
Hugo Chávez, presidente da Venezuela de 1999 a 2013

Chavismo é uma ideologia política surgida na Venezuela em torno do culto à figura do ex‑presidente desse país, Hugo Chávez, que governou entre 1999 e 2013. O próprio chavismo identifica‑se como um movimento cívico‑militar de orientação socialista e bolivariano. Suas políticas governamentais foram denominadas como «Revolução bolivariana», inseridas no fenômeno político da «maré rosa». Atualmente, o chavismo é a ideologia oficial da República Bolivariana da Venezuela, sob o mandato de Nicolás Maduro.
Este movimento permaneceu no poder na Venezuela desde 2 de fevereiro de 1999, por meio dos governos do próprio Chávez (1999–2013) e de Nicolás Maduro (desde 2013). O chavismo divide‑se entre os partidários de Nicolás Maduro e aqueles que o rejeitam. Os seguidores de Maduro são denominados «maduristas».
O chavismo, nas palavras de alguns dos seus principais partidários, é composto por três fontes básicas: as ideias de Simón Bolívar, Ezequiel Zamora e Simón Rodríguez, e também um socialismo revisado que é definido como o "socialismo do século XXI" . Da mesma forma, o chavismo incorpora ideias de Ernesto Guevara, Fidel Castro, Josef Stalin, Gamal Abdel Nasser, Augusto César Sandino e Camilo Cienfuegos, entre outros.
Chávez também manifestou que se inspirava no cristianismo, inclusive chamando Jesus de Nazaré de socialista.
Vários partidos políticos da Venezuela apoiam o chavismo. Mas o partido principal, diretamente relacionado com Chávez, é o Partido Socialista Unido de Venezuela (PSUV). Outros partidos e movimentos de apoio ao chavismo incluem Pátria para Todos e Tupamaros.
Maduro e Chávez foram apontados como autoritários, várias fontes também os consideram ditadores, especialmente após a suspensão do movimento para revogar o mandato de Maduro no final de 2016, e uma posterior crise institucional em 29 de março de 2017, na qual o Tribunal Supremo de Justiça atribuiu a si mesmo as funções da Assembleia Nacional, sendo esta medida considerada pela própria Assembleia e pelo Ministério Público como uma "ruptura da ordem constitucional" e/ou até mesmo um autogolpe de Estado, sob condições eleitorais consideradas irregulares, incluindo a empresa das máquinas de votação Smartmatic. A oposição não participou das eleições e todos os membros eleitos eram pró-governo. Em 20 de maio de 2018, as eleições presidenciais foram convocadas prematuramente e Maduro foi reeleito por mais seis anos. Os líderes opositores foram presos, exilados ou impedidos de participar, não houve observação internacional, e foram utilizadas táticas que sugeriam aos eleitores que poderiam perder seus empregos ou benefícios sociais se não votassem no chavismo. A oposição venezuelana, cerca de 51 países, a Organização dos Estados Americanos (OEA), a União Europeia (UE), o Grupo de Lima e o Grupo dos 7 (G7) não reconheceram sua reeleição, afirmando que essas eleições foram ilegais, careciam de garantias mínimas e não respeitavam as normas internacionais de processos eleitorais.

## Etimologia
De acordo com Elías Jaua, inicialmente os seguidores de Hugo Chávez autodenominavam‑se «bolivarianos» até o ano 2001. O termo «chavista» surgiu originalmente como uma palavra pejorativa, que posteriormente foi reivindicada pelos setores que apoiam a figura de Hugo Chávez.

## Críticas
Segundo artigo de opinião publicado no New York Sun em 2006, a vitória de candidatos "anti-Chávez" no Peru, na Colômbia e no México seria uma demonstração da baixa popularidade de Chávez na América Latina. No mesmo ano, segundo o jornal El Universal, de Caracas, o então presidente brasileiro, Luiz Inácio Lula da Silva, distanciava-se do chavismo,  tendo declarado que ele próprio não era Chávez, que o Brasil não era a Venezuela, e que as instituições brasileiras são "tradicionais".
Em abril de 2018, a principal revista de esquerda da França, Les Temps Modernes, fundada por Sartre e Simone de Beauvoir em 1945, apontou seu rompimento com o regime chavista venezuelano ao denunciar que a revolução bolivariana havia se revelado um grande fracasso. Em uma série de ensaios e entrevistas, a revista aborda os aspectos políticos, econômicos e sociais que levaram ao fracasso do modelo.
Os críticos acusaram Hugo Chávez de populista desde o início e apontaram que parte de sua política era uma nova forma de assistencialismo não religioso. A economia estava controlada por meio de decretos presidenciais na época de Chávez, que tinha pouca experiência. Embora a intenção fosse reduzir a dependência do petróleo, as poucas empresas rentáveis quebraram. Além disso, a petroeconomia era saqueada pelos funcionários instalados pelo regime: na Suíça, aproximadamente $100 milhões em possíveis subornos haviam sido bloqueados em 2014 por um caso que envolvia um bilhão de dólares. Os procedimentos contra a PDVSA estão pendentes nos tribunais americanos e no regulador bancário suíço. Segundo um relatório do Parlamento venezuelano, foram desviados no mínimo $11 bilhões entre 2004 e 2014. Nervis Villalobos, vice-ministro de Energia Elétrica de 2004-2006, foi preso com outros três funcionários da PDVSA na Espanha em outubro de 2017.
Apesar de exibir uma retórica socialista, os críticos classificaram o chavismo como capitalismo de Estado. Em uma entrevista de 2017, o filósofo Noam Chomsky, ao ser questionado se tomaria a economia falida da Venezuela como uma admissão de que o socialismo "destruiu a vida das pessoas", disse: "Nunca descrevi o governo capitalista de Estado de Chávez como 'socialista', nem sequer insinuei tal absurdo. Estava bastante longe do socialismo. O capitalismo privado se manteve. [...] Os capitalistas eram livres para minar a economia de todas as formas, como a exportação maciça de capital". Os críticos também frequentemente apontam para o grande setor privado da Venezuela: em 2009, aproximadamente 70% do produto interno bruto da Venezuela foi criado pelo setor privado.
Heinz Dieterich Steffan, ideólogo do «socialismo do século XXI», teve uma relação tensa com Chávez — o sociólogo alemão disse que o modelo amplamente promovido pela propaganda chavista não estava sendo aplicado na Venezuela — até 2007, quando Steffan defendeu o general Raúl Isaías Baduel, que dirigiu a campanha do não no referendo constitucional daquele ano.
Em abril de 2018, a principal revista esquerdista da França, Les Temps Modernes, fundada por Jean-Paul Sartre e Simone de Beauvoir em 1945, declarou sua ruptura com o regime chavista venezuelano ao denunciar que a Revolução Bolivariana havia resultado em um "grande fracasso"; em uma série de ensaios e entrevistas com intelectuais de esquerda, a revista abordou os aspectos políticos, econômicos e sociais que levaram ao fiasco do modelo.
Por sua vez, Eduardo Molina de La Izquierda Diario, jornal afiliado à Fração Trotskista - Quarta Internacional, acusou o chavismo de deixar a Venezuela em uma "abismal crise econômica e social" que é produto da falência do tradicional capitalismo dependente baseado no rentismo petrolífero que o próprio chavismo exacerbou, além de entregar recursos naturais ao capital estrangeiro, com pagamento "a rajatabla" da dívida externa, governando com um estado de exceção permanente que militariza bairros populares, que impede eleições sindicais livres, persegue ativistas e deixa sem legalidade correntes de esquerda.
Por outro lado, o economista venezuelano Manuel Sutherland afirmou que "mais do que uma transformação socialista (ou desenvolvimentista), a economia venezuelana viveu uma maciça transferência de renda para o capital importador e para uma casta burocrático-militar que vive às custas dos cofres públicos". Além disso, ele caracterizou o regime como um "nacional-populismo militarista" e mais parecido com uma variante do "rentismo petrolífero" do primeiro governo de Carlos Andrés Pérez (1974-1979).
O ex-presidente uruguaio José Mujica, que foi amigo de Chávez em vida e que atualmente se distanciou de Maduro (embora sem deixar de ser crítico de sua oposição), declarou sobre o chavismo e suas ramificações que "deve haver uma negociação política porque a longo prazo não há um chavismo, há vários chavismos" e afirmou que "há tantos chavistas, ou mais, fora do governo quanto há no governo [de Maduro]". Mesmo assim, comparou o fenômeno do chavismo com o do peronismo, e concluiu que "o chavismo na Venezuela pode desembocar em algo parecido ao peronismo na Argentina, que é um híbrido entre política e religião, com profundas raízes populares".
Por sua vez, Juan Guaidó afirmou que na Venezuela "não houve socialismo porque não há justiça social" nem traços de igualdade e "nem sequer de respeito à classe operária e trabalhadora, porque não há liberdade sindical", afirmando que há uma "ditadura desclassificada" em seu país.
Um elemento constante da retórica de Chávez, segundo alguns, foram as teorias da conspiração, geralmente misturadas com antisemitismo desde 2006, (embora Chávez tenha afirmado que era "totalmente falso" que fosse antissemita, chegando até a se reunir com representantes do judaísmo venezuelano). Em princípio, as conspirações e os países estrangeiros eram culpados por qualquer deficiência no país, acusações que continuaram e se intensificaram com seu sucessor na presidência. Nicolás Maduro insultou Barack Obama como o "chefe maior dos diabos" — de maneira semelhante aos exabruptos de Chávez contra George W. Bush — e comparou Donald Trump a Adolf Hitler. Em decorrência das declarações propagandísticas de Maduro em fevereiro de 2019 de que os suprimentos da ajuda humanitária estavam envenenados, também houve pessoas que se recusaram a aceitar comida de estranhos durante a escassez de alimentos pelos cortes de energia elétrica em nível nacional um mês depois.

### Política externa

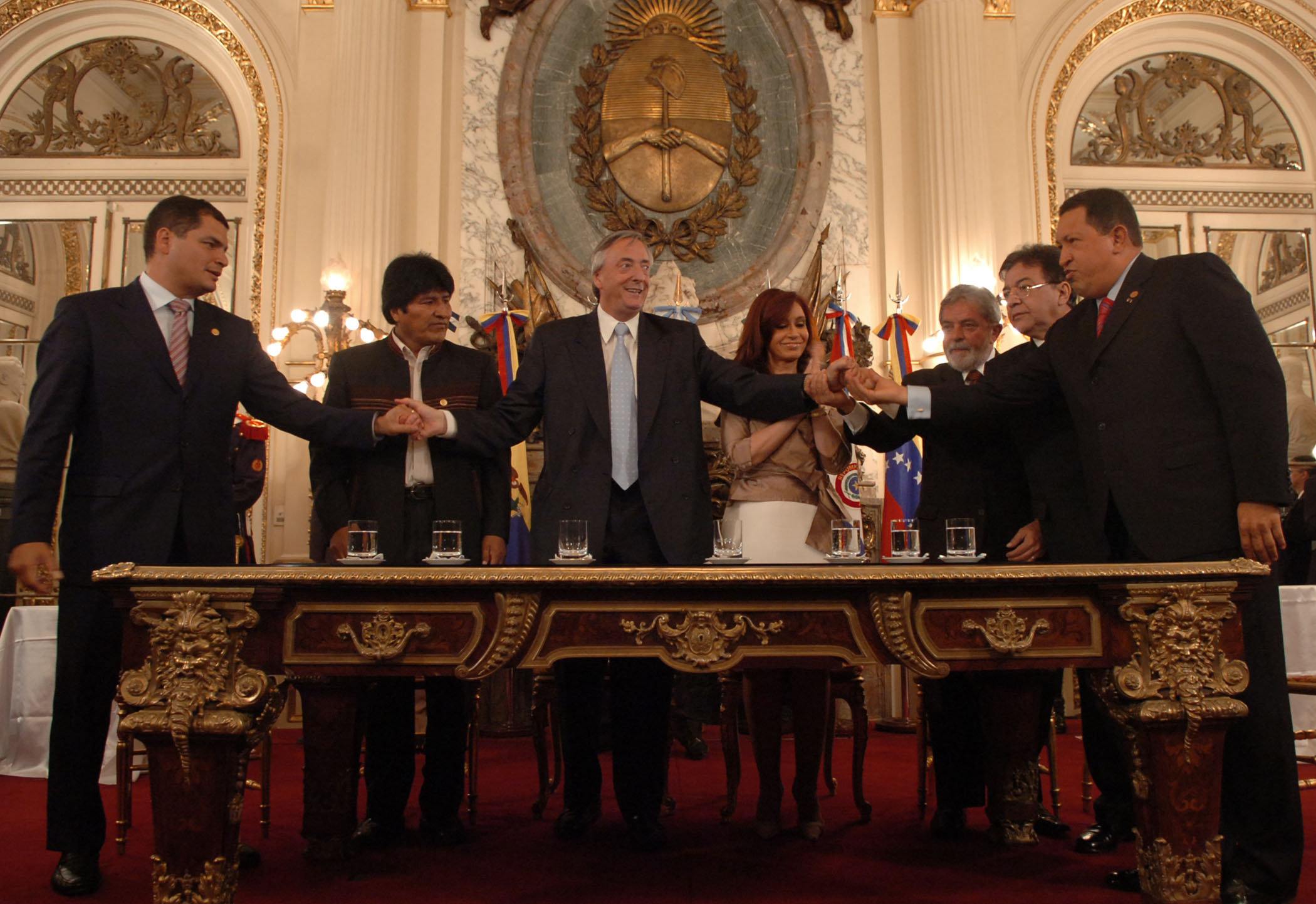
Chávez promoveu alianças com países latino‑americanos, sobretudo com os governos mais alinhados à sua linha ideológica.

### Política econômica

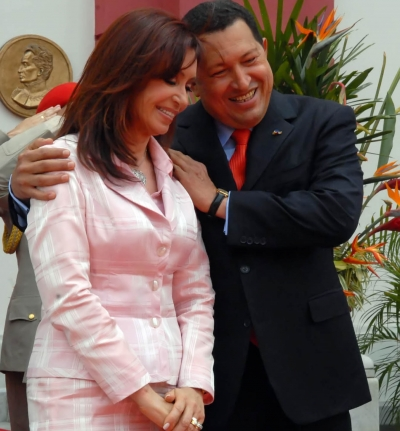
Hugo Chávez e Cristina Fernández de Kirchner

#### Socialismo chavista

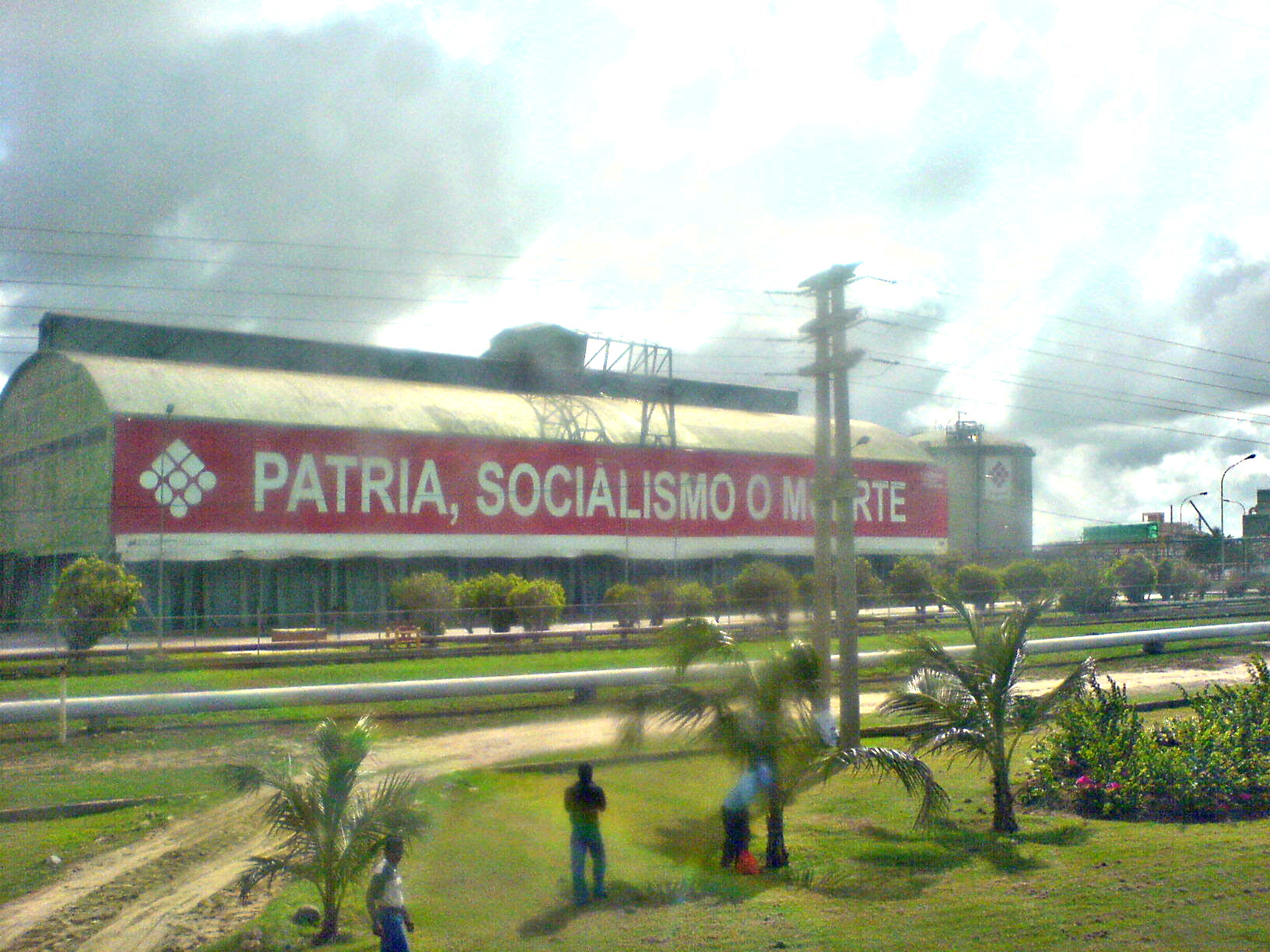
O chavismo defende a construção de um modelo próprio de socialismo na Venezuela.

### Origens

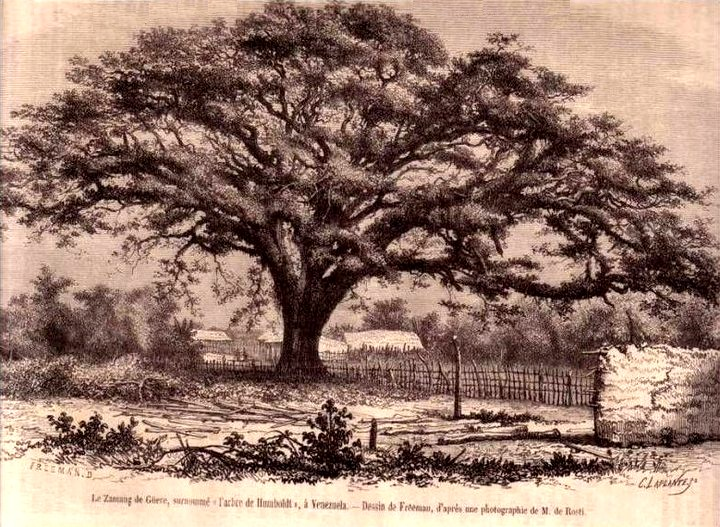
O Samán de Güere, árvore histórica sob a qual era realizado o juramento do Samán de Güere.

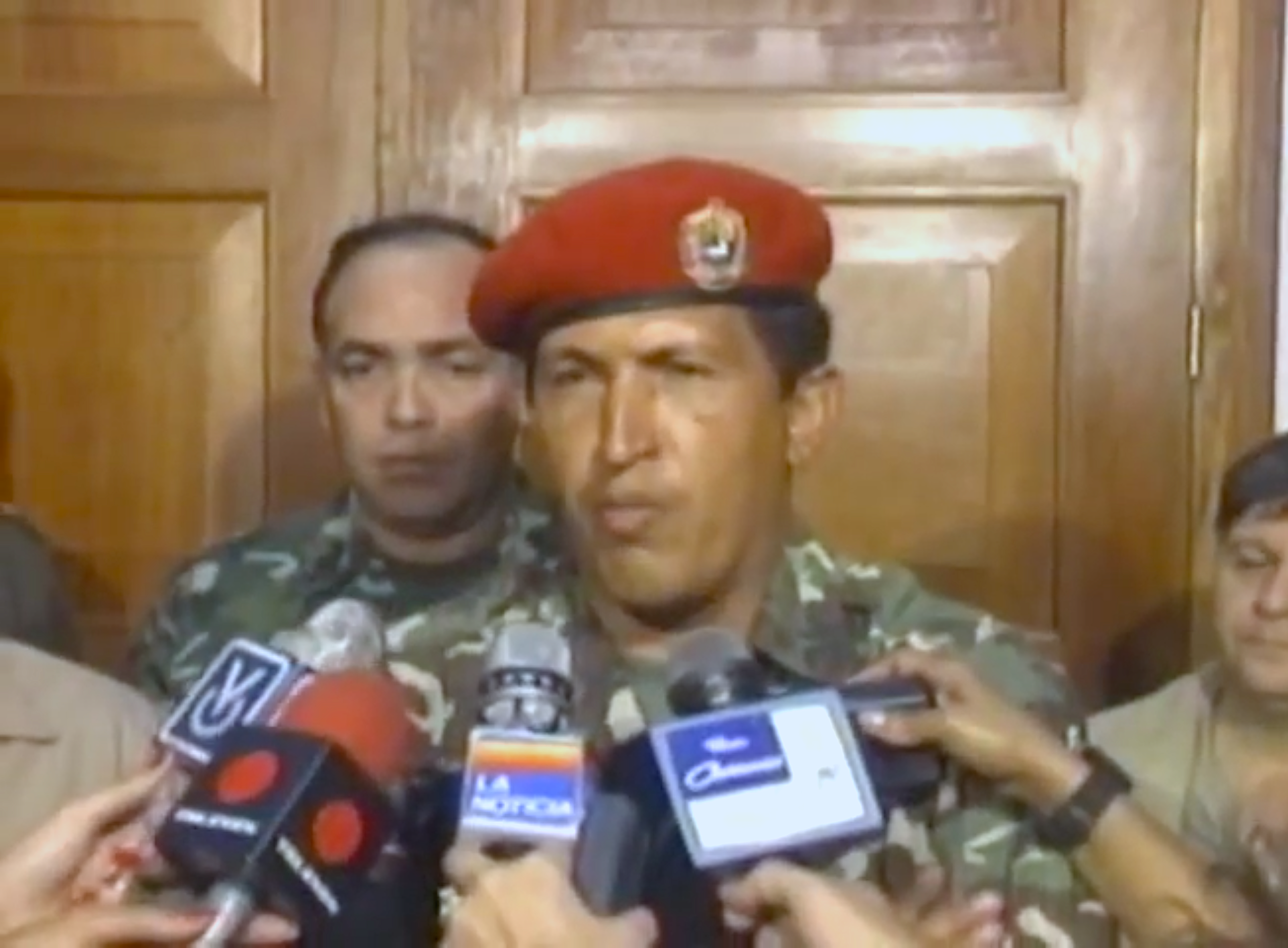
Chávez em sua primeira coletiva de imprensa em 4 de fevereiro de 1992, após a tentativa fracassada de golpe de Estado contra o então presidente Carlos Andrés Pérez

### Presidência de Chávez

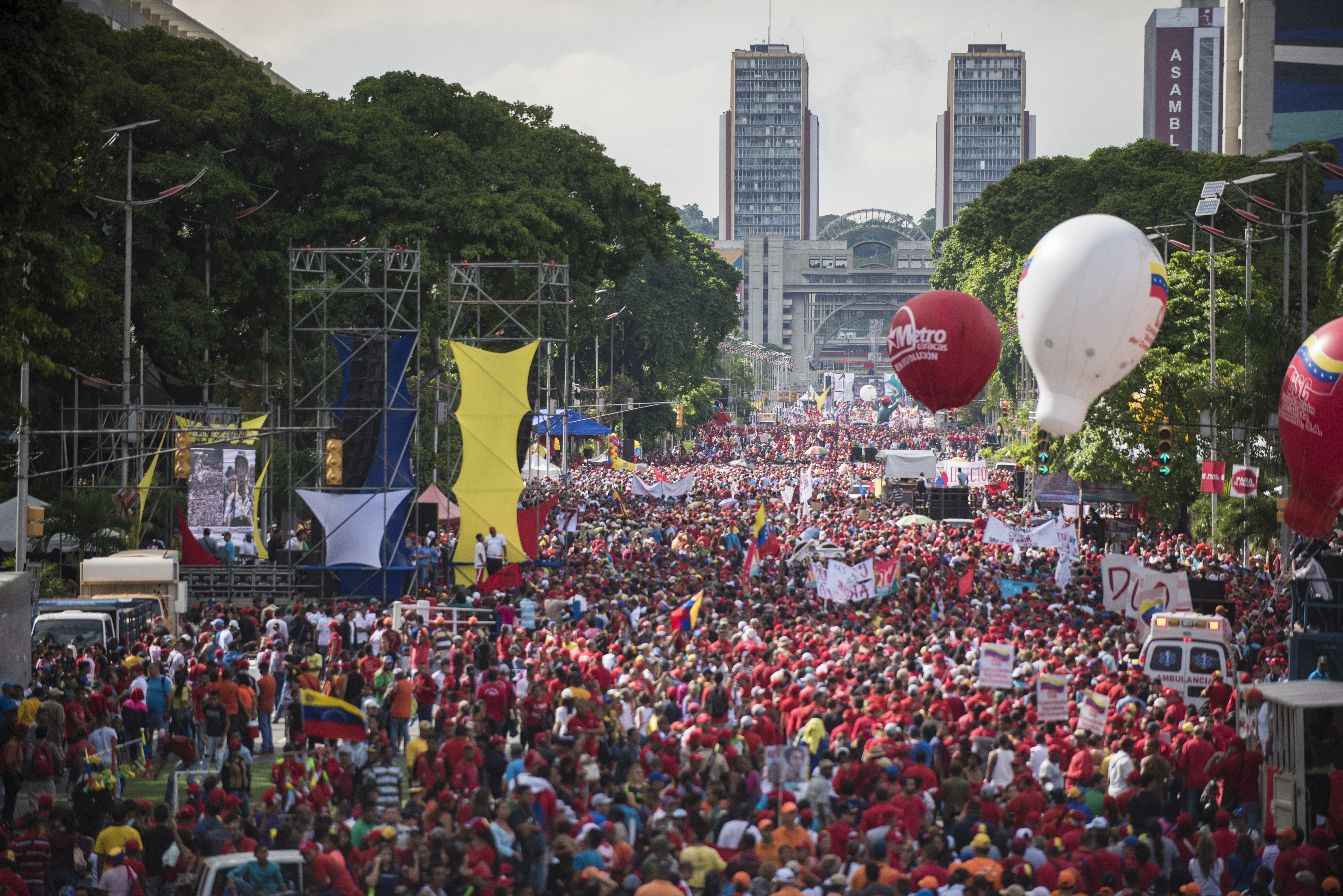
Manifestação de apoiadores do chavismo na Avenida Bolívar, no centro de Caracas.

### Era pós‑Chávez: Presidência de Nicolás Maduro

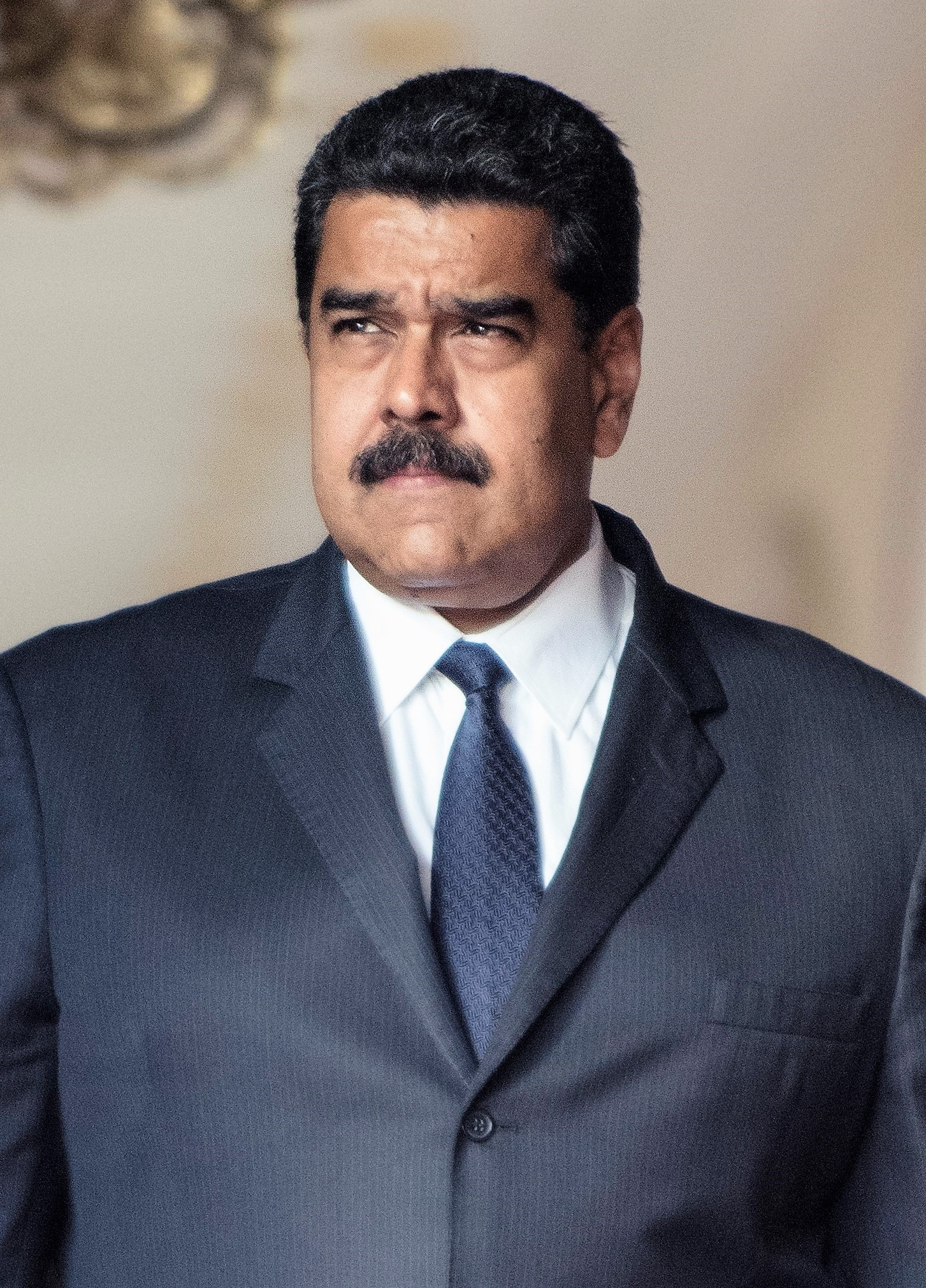
Após o falecimento de Hugo Chávez, Nicolás Maduro tornou‑se o principal líder da Revolução bolivariana.

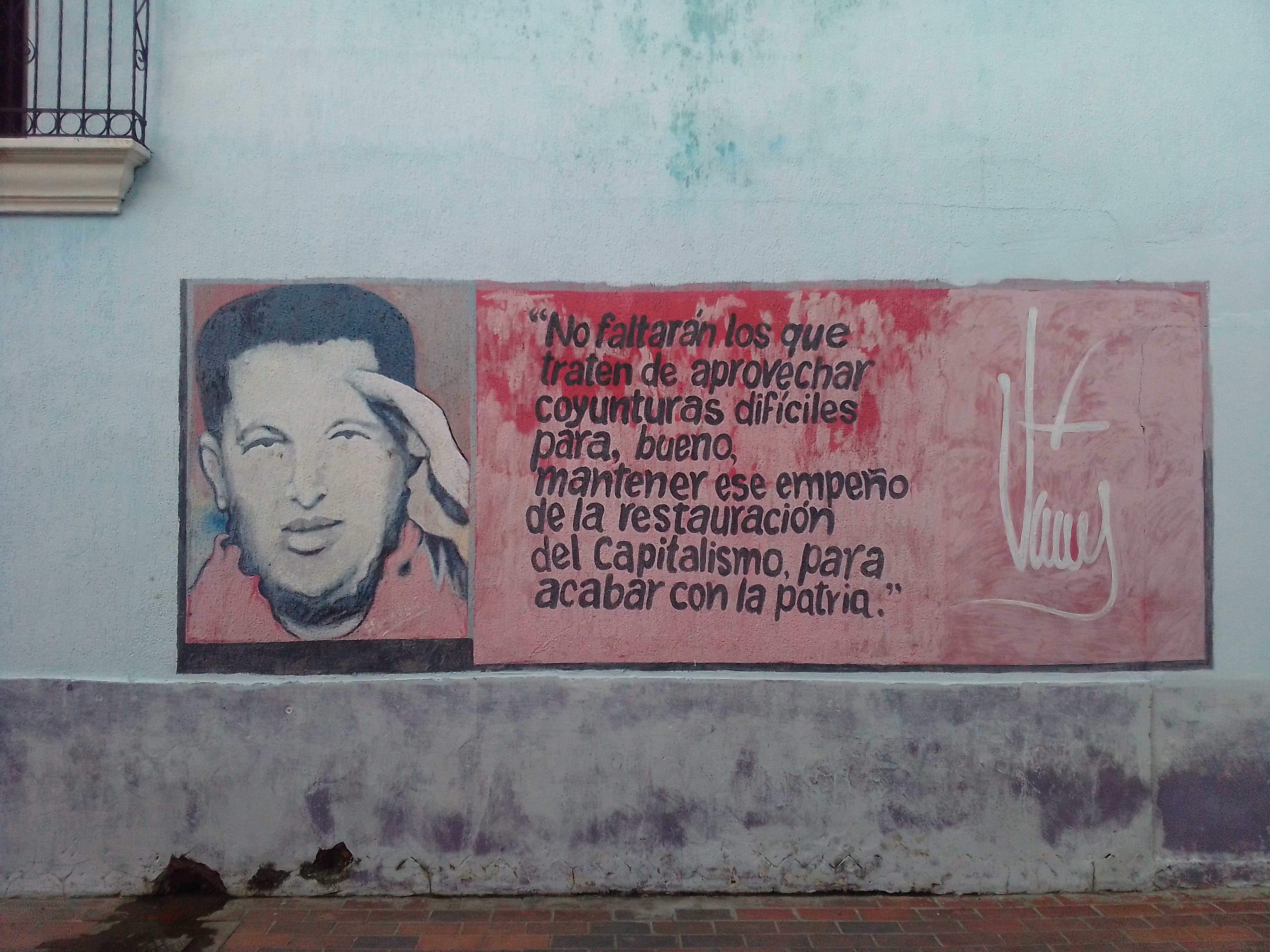
Mural de Hugo Chávez

## Caracterização

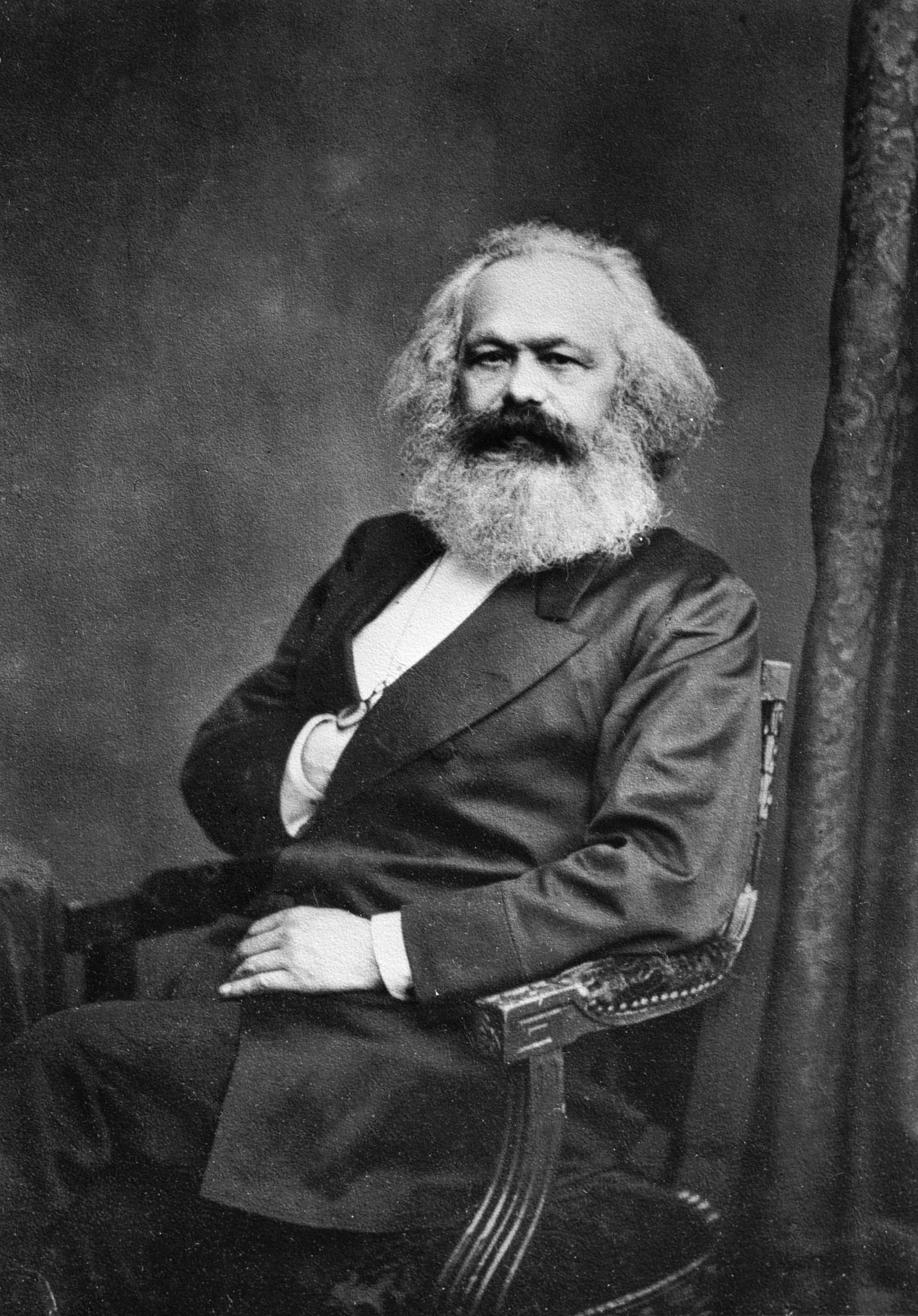
As posições de Hugo Chávez em relação ao pensamento de Karl Marx mudaram ao longo de sua vida. Da mesma forma, ele rejeitou certas noções do marxismo ao formular sua ideia de socialismo.